# آغاونادزور، وایوتس‌جور
آغاونادزور (به ارمنی: Աղավնաձոր) یک روستا در ارمنستان است که در استان وایوتس‌جور واقع شده‌است. آغاونادزور در ۱۴ کیلومتری شمالغرب یغگنادزور، مرکز استان وایوتس‌جور واقع شده است.

## خصوصیات
آغاونادزور ۲٬۰۹۱ نفر جمعیت دارد و در ارتفاع ۱۶۱۰ متر بالاتر از سطح دریا قرار گرفته است.

## جاذبه‌های تاریخی

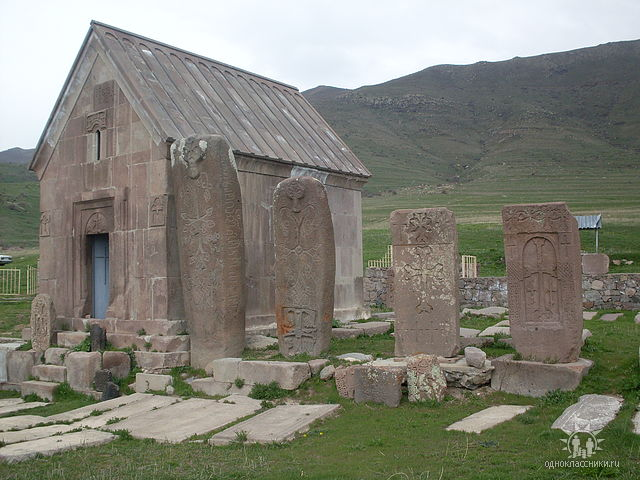
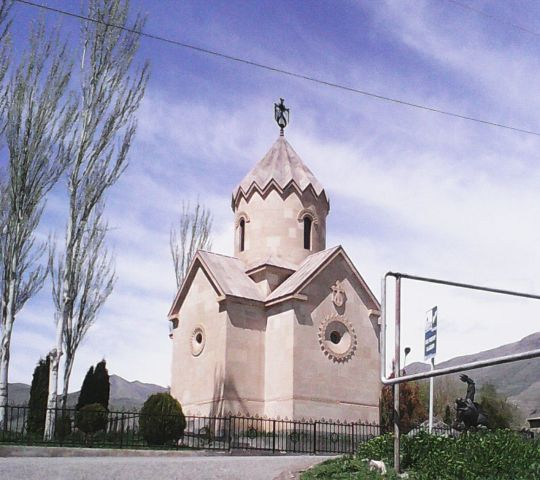